# 대한항공 6316편 추락 사고
대한항공 6316편 추락 사고(영어: Korean Air Flight 6316)는 1999년 4월 15일 중화인민공화국 상하이 훙차오 국제공항을 이륙한 직후 조종사들의 고도 착각으로 인한 조종 미스로 실속 후 추락한 사고이다.

## 사고 내용
중화인민공화국은 현재도 항공 관제시 피트를 사용하는 다른 나라들과 달리 독자적으로 미터법을 사용하고 있다. 상하이 훙차오 국제공항의 출발 절차에 따르면, 이륙후 약 6마일 간을 1,000미터까지만 상승하도록 되어 있는데. 사고 당일 대한항공의 화물기 6316편에는 기장, 부기장, 기관사를 포함한 3명이 탑승하고 있었으며 비행 준비도 순조로웠다.
이륙 직후, 조종사들은 자동조종장치를 작동시키지만 알 수 없는 이유로 갑자기 자동조종장치가 해제되면서 기수가 조금씩 오른쪽으로 돌아가기 시작한다. 출발관제소의 왼쪽으로 선회하라는 지시를 따르기 위하여 조종사들은 계속해서 자동조종장치 연결을 시도하나 실패했다. 조종사들은 출발 절차 입력을 확인하기 위해 FMC(비행정보장치)를 확인하였으나 이상이 없었으며 1500미터까지 상승하라는 지시를 확인했으나 조종사들은 고도 착각으로 이미 3000피트까지 상승하였다.
3000피트에서 속도를 올린 6316편은 비행기를 안정시키려고 플랩과 슬랫을 모두 올렸으며 플랩을 올린 직후 조종간이 정상으로 돌아오는 듯 싶었으나 갑자기 기수가 심하게 들리면서 곧 실속에 빠진다. 속도도 비정상적으로 빨라졌으며 이로 인해 기체가 좌측으로 심하게 회전하는 현상이 발생하였다. 실속으로 인해 기체가 추락하면서 대지접근 경보장치(GPWS)가 비정상하강경고를 계속해서 표시했으며 조종사들은 '조종불능(unusual)'을 외쳤고, 대지접근 경보가 울려 기수를 들었으나 깊은 강하각과 빠른 속도로 인하여 수직에 가까운 자세로 기체는 추락하고 만다.

## 사고 해석
중화인민공화국의 미터법 사용으로 인하여 피트를 기준으로 하는 대부분의 항공기들은 중국 입출국시 피트를 미터로 환산하여 출발하거나 도착해야 하는데, 6316편의 경우 CVR을 조사한 결과 이 작업을 제대로 진행하지 않은채 이륙한 것이 확인되었고 이륙 직후 고도 착각으로 VOR 항법시설을 찾다가 실속으로 인해 추락한 것으로 보인다.

## 사고 피해
대한항공 6316편이 추락하면서 MD-11 기체는 산산조각났고 탑승해있던 조종사 3명을 포함하여 인근 주민 5명이 사망하였으며 40여명이 중경상을 입었다. 사고 직후 건설교통부(현 국토교통부)가 법원에 운항 금지신청을 제출하였으며, 대한항공 측 대책위원회와 건설교통부간의 법적 공방 끝에 최종적으로 운항 금지를 막을 수 있었다.
현재 대한항공은 김포국제공항 ~ 상하이 훙차오 국제공항 간 항공노선을 운영하고 있으나 화물기 노선이 아닌 여객기 노선이다. 대부분의 인천발 여객기와 화물기 노선은 1999년 10월에 개항한 상하이 푸둥 국제공항으로 모두 이관됐다. 이 사고 직후 비슷한 화물기 추락 사고인 대한항공 8509편 추락 사고가 같은 해 12월 22일 런던에서 발생하면서 충격에 휩싸였으나, 스탠스테드 참사 이후 대한항공은 무사고 10년을 무사히 달성하였다.

## 같이 보기
- 대한항공의 사건 및 사고
- 내셔널 항공 102편 추락 사고
- 에어 인디아 855편 추락 사고
- 중국국제항공 129편 추락 사고
- 대한항공 8509편 추락 사고
- 김리 글라이더